# Ryszard Jagiełło

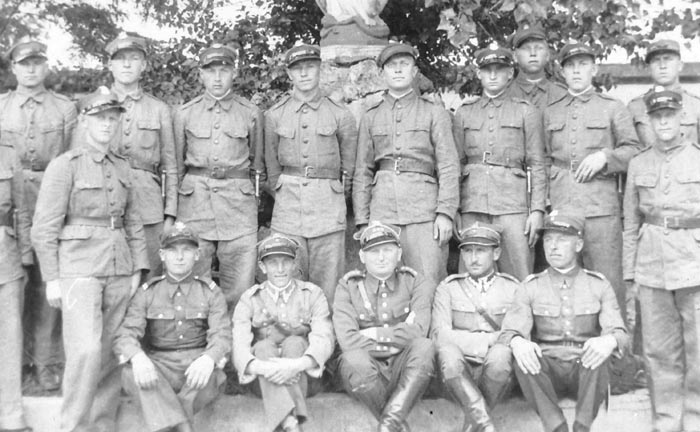
Żołnierze 14 pułku piechoty (1932-1933). W środku siedzi kpt. Jan Fleischmann, na prawo ppor. Ryszard Jagiełło.

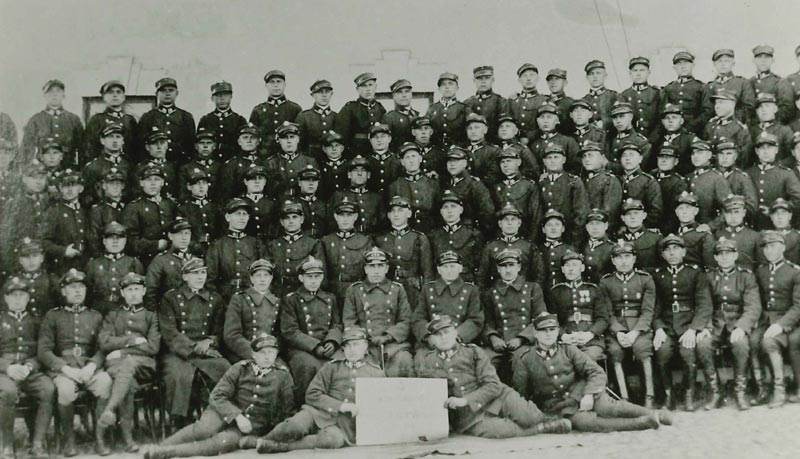
1 kompania strzelecka 14 pp w 1933 roku. W środku siedzi płk Ignacy Misiąg, drugi na prawo od niego ppor. Ryszard Jagiełło.

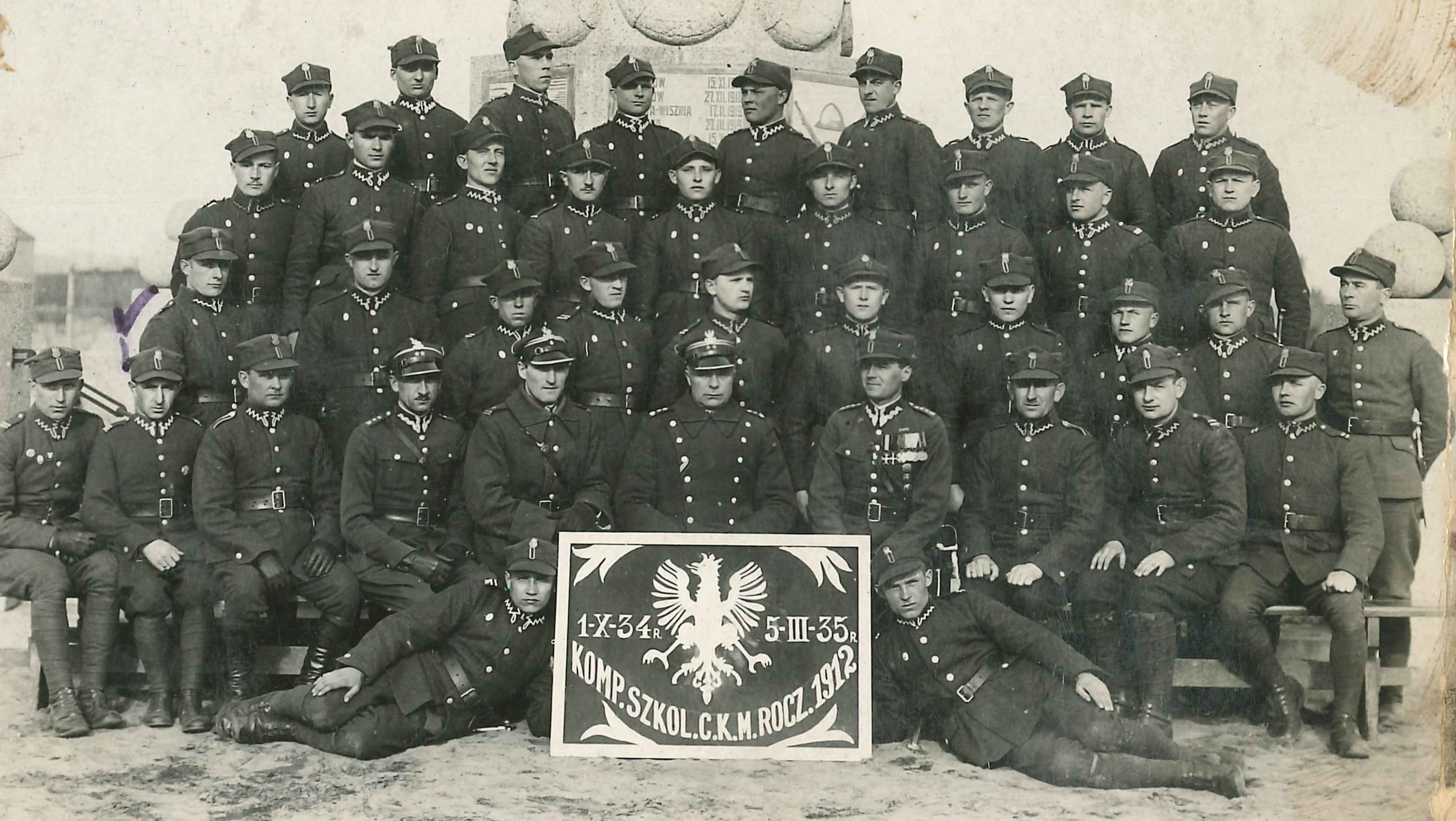
Kompania szkolna ckm 14 pp (5 III 1935) - siedzą od prawej: 4 - kpt. Jan Stefan Witkowski, 7 - por. Ryszard Jagiełło.

Ryszard Ignacy Jagiełło (ur. 10 stycznia 1906 w Chrościnie, zamordowany wiosną 1940 w Charkowie) – kapitan piechoty Wojska Polskiego, ofiara zbrodni katyńskiej.

## Życiorys
Urodzony w Chrościnie, syn Ignacego .
Zarządzeniem Prezydenta Rzeczypospolitej Ignacego Mościckiego (opublikowanym w Dzienniku Personalnym Ministerstwa Spraw Wojskowych Nr 6 z 1931 roku) mianowany został na stopień podporucznika w korpusie oficerów piechoty, ze starszeństwem z dnia 15 sierpnia 1931 roku i 292. lokatą. Zarządzeniem Ministra Spraw Wojskowych (marszałka Józefa Piłsudskiego) wcielony został do 14 pułku piechoty, stacjonującego we Włocławku. W roku 1932 jako podporucznik 14 pp zajmował 290. lokatę w swoim starszeństwie, a na dzień 1 lipca 1933 r. była to już 286. lokata w starszeństwie (360. lokata łączna wśród podporuczników piechoty). Awansowany do stopnia porucznika został zarządzeniem Prezydenta Rzeczypospolitej z dnia 22 lutego 1934 r. (opublikowanym dzień później) – z 344. lokatą w korpusie oficerów piechoty i starszeństwem z dnia 1 stycznia 1934 roku. 
Służąc we włocławskim pułku zajmował między innymi stanowisko młodszego oficera 1 kompanii ckm (odnotowany został na tym stanowisku na dzień 21 września 1933 roku i na dzień 4 września 1934 r.) i młodszego oficera 2 kompanii ckm (na dzień 17 września 1934 r.). Jako porucznik 14 pułku piechoty zajmował na dzień 5 czerwca 1935 roku 338. lokatę w swoim starszeństwie (2330. lokatę łączną wśród poruczników korpusu piechoty). Przed październikiem 1936 r. porucznik Ryszard Jagiełło został przeniesiony z 14 pułku piechoty.
Awansowany do stopnia kapitana został ze starszeństwem z dnia 19 marca 1939 roku i 233. lokatą wśród oficerów korpusu piechoty. Na dzień 23 marca 1939 r. pełnił funkcję dowódcy plutonu w 3 kompanii Szkoły Podoficerów Piechoty dla Małoletnich Nr 2 w Śremie. 

## Kampania wrześniowa
Na dzień 1 września 1939 r. zajmował stanowisko dowódcy 1 kompanii w 4 (samodzielnym) batalionie strzelców (4 batalion strzelców zmobilizowany został przez III batalion 31 pułku piechoty, a jego miejscem postoju była Łódź). Batalion ten, dowodzony przez mjr. Wincentego Mischke, do dnia 5 września podlegał Kresowej Brygadzie Kawalerii, a w późniejszym okresie walczył w składzie oddziałów 10 Dywizji Piechoty. Resztki zdziesiątkowanego batalionu (nazywanego w późniejszym okresie „batalionem śmierci”) wycofały się (w ramach zgrupowania 10 DP) najpierw w kierunku Warszawy, a później dalej na wschód – i walczyły nad Bugiem oraz na Lubelszczyźnie.
Po agresji ZSRR na Polskę w bliżej nieznanych okolicznościach dostał się do niewoli sowieckiej. Przetrzymywany był w obozie w Starobielsku. Wiosną 1940 roku został zamordowany przez funkcjonariuszy NKWD w Charkowie i pogrzebany potajemnie w bezimiennej mogile zbiorowej w Piatichatkach, gdzie od 17 czerwca 2000 roku mieści się oficjalnie Cmentarz Ofiar Totalitaryzmu w Charkowie. Figuruje na Liście Starobielskiej NKWD, pod poz. 3958. 

## Upamiętnienie
5 października 2007 roku minister obrony narodowej Aleksander Szczygło mianował go pośmiertnie na stopień majora. Awans został ogłoszony 9 listopada 2007 roku w Warszawie, w trakcie uroczystości „Katyń Pamiętamy – Uczcijmy Pamięć Bohaterów”. 

## Awanse
- podporucznik (15.8.1931)[2]
- porucznik (1.1.1934)[7]
- kapitan (19.3.1939)[8]
- major (5.10.2007) – pośmiertnie[24]

## Ordery i odznaczenia
- Państwowa Odznaka Sportowa[25]